# Aimo e Vermondo Corio
I fratelli Aimo (... – Meda, VIII secolo) e 
Vermondo Corio (... – Meda, VIII secolo) sono stati due nobili italiani, conti di Turbigo, venerati come santi dalla Chiesa cattolica e patroni di Meda.

## Agiografia
Secondo una leggenda della tradizione devozionale, la Legenda venerabilium virorum Aymonis et Vermondi, un giorno, mentre erano a caccia nei boschi intorno a Meda, si sarebbero trovati ad affrontare un branco di cinghiali particolarmente grossi e feroci che avrebbero preso a scavare alle radici dell'albero su cui Aimo e Vermondo avevano cercato di trovare rifugio. Vedendosi perduti dall'imminente cedimento della pianta, i due fecero voto di fondare sul luogo (dove già si trovava un capitello votivo dedicato a san Vittore) un monastero, e di ritirarsi a condurre una vita di preghiera: miracolosamente i cinghiali si sarebbero dileguati. Aimo e Vermondo fondarono il monastero promesso, dove trascorsero il resto della vita. Le loro spoglie sono tuttora conservate nella chiesa di San Vittore a Meda.
Tale leggenda è stata illustrata da Anovelo da Imbonate su due manoscritti miniati della fine del XIV secolo (uno si trova alla Biblioteca Trivulziana e l'altro al Paul Getty Museum).

## Culto
La festa liturgica dei santi Aimo e Vermondo viene celebrata il 13 febbraio.